# Bisjer Hani Al-Khasawneh
Bisjer Al-Khasawneh ((ar) : بشر الخصاونة) is een Jordaans diplomaat en politicus. Sinds oktober 2020 is hij de premier van Jordanië.
Al-Khasawneh diende als adviseur van koning Abdoellah II van Jordanië op het gebied van communicatie en coördinatie van het Koninklijk Hasjemitisch Hof. Tussen 2016 en 2018 was hij op verschillende posten minister. Al-Khasawneh is eveneens ambassadeur geweest in verschillende landen (waaronder in Egypte, Ethiopië en Frankrijk), alsmede bij de Afrikaanse Unie en bij UNESCO.

## Posities
- Premier (sinds oktober 2020)
- Minister van Defensie (sinds oktober 2020)
- Minister van Buitenlandse Zaken (2016–2017)
- Minister van Justitie (2017–2018)
- Voorzitter van de Juridische Commissie Raad van Ministers van Jordanië
- Lid van Comités voor Economische Ontwikkeling en Diensten en Sociale Zaken (Raad van Ministers van Jordanië).
- Part-time docent aan de Faculteit van Rechten aan de Universiteit van Jordanië en het Jordaanse instituut voor democratie
- Directeur Generaal van Jordaans Informatie Centrum
- Ambassadeur van het Hasjemitisch Koninkrijk van Jordanië in Caïro

## Behaalde diploma’s
- Bachelor of Laws aan de Universiteit van Jordanië.
- Executive Diploma in contra-radicalisering en terrorismebestrijding van de National Defense University.
- Executive Diploma in Public Policies aan de John F. Kennedy School of Government van de  Harvard-universiteit.
- Master in International Affaires, Diplomacy and Economics aan de School of Oriental and African Studies, te Londen.
- Master of Laws in Internationaal Recht en Ph.D in Rechten aan The London School of Economics and Political Science.[4]

## Onderscheidingen
- Orde van de Ster van Jordanië (derde klasse)
- Orde van de Onafhankelijkheid (Eerste en tweede klasse)